# Самаджваді Джаната Парті
Самаджваді Джаната Парті (SJP(R)) — індійська політична партія, заснована 11 травня 1990 року Чандрою Шекхаром Сінґхом, 8-им прем'єр-міністром Індії.